# Slaget vid Ilipa
Efter att Hasdrubal Barkas lämnat Spanien tio år efter sin bror Hannibal med betydande trupper och karthagerna drivits tillbaka mot Gibraltar var de beredda att gå till motanfall mot romarna. Den romerske härföraren Scipio, vars 48 000 man starka armé bestod till stor del av romarvänliga iberer/spanjorer stod att möta två arméer från Karthago. Den ena, hopsatt av Hannos och Mago Barkas' styrkor, bestod till stor del av värvade keltiska iberer/spanjorer. Den andra armén, resterna av de karthager som tidigare drivits tillbaka, lydde under Hasdrubal Gisco.
För tillfället hade karthagerna ett numerärt övertag, och då de placerat sina två styrkor bredvid varandra beslöt Scipio att inte anfalla direkt - det skulle leda till en makalös överflygling, omfattning och romerskt nederlag (se krigskonst). Istället delade han upp sin armé, och lät en viss Silanius anfalla med en del av styrkorna. Silanius stormade Hanno och Mago Barkas' läger från sidan och med lyckan på sin sida kunde de skrämma iväg en fjärdedel av karthagerna och dessutom tillgångata Hanno. mago slog tillbaka genom att följande natt anfalla Scipios läger med nästan allt det karthagiska kavalleriet. Scipio hade gömt sina ryttare bakom en kulle så att de inte syntes och när karthagerna stormat anfölls de i ryggen och sidan av de gömda ryttarna och drevs iväg. Följande gryning beordrade Scipio alla sina soldater att äta frukost, varpå de marscherade (med sina sämsta styrkor i mitten) mot karthagerna för att anfalla. Kavalleriet anföll lite avskilt och genom en inåtbuktande bågformation kunde Scipio överflygla karthagerna och anfalla dem med kavalleriet i sidorna och i ryggen. Karthagerna blev chockade och då inte hunnit äta frukost försämrades deras insatser - resultatet blev att Spanien förlorades till Rom - som skulle behålla det i över 500 år. Det var den sista stora karthagiska chansen att vända kriget, och i freden fem år senare fick Karthago upplösa sin armé och flotta. Dessförinnan stod Scipio som segrare vid Zama över Hannibal själv.